# Eusarsiella ozotothrix
Eusarsiella ozotothrix är en kräftdjursart som först beskrevs av Louis S. Kornicker och Bowen 1965.  Eusarsiella ozotothrix ingår i släktet Eusarsiella och familjen Sarsiellidae. Inga underarter finns listade i Catalogue of Life.